# Leo van der Pluym
Leo van der Pluym (* 10. Februar 1935 in Dussen (Noord-Brabant); † 29. August 2020) war ein niederländischer Radrennfahrer.

## Sportliche Laufbahn
Leo van der Pluym war im Straßenradsport aktiv. Als Amateur gewann er 1955 die Ronde van Noord-Brabant.
Von 1956 bis 1960 war er Unabhängiger und Berufsfahrer. 1956 wurde er Zweiter der nationalen Meisterschaft im Straßenrennen hinter Wim van Est.
1956 wurde er Dritter in der Ronde van Zuid-Holland, 1959 Zweiter in der Acht van Chaam.
In der Tour de France startete er zweimal. 1956 wurde er 30. 1957 beendete er die Rundfahrt nicht. In der Vuelta a España 1957 kam er nicht ins Ziel. Im Profirennen der Straßenradsport-Weltmeisterschaften 1957 kam er auf den 12. Rang.